# 싸이언 레일라 2
싸이언 레일라 2(CYON Layla 2)는 LG전자가 2010년 9월 7일에 출시한 스마트폰이다. 기존 싸이언 레일라의 KT향 기종에 RFID 칩과 안테나를 탑재하여 금융서비스 및 교통카드 기능이 가능하게 한 제품이다.